# Matsusaka

Matsusaka (松阪市 Matsusaka-shi?) este un municipiu din Japonia, prefectura Mie.